# ریچارد ادسون
ریچارد ادسون (انگلیسی: Richard Edson؛ زادهٔ ۱ ژانویهٔ ۱۹۵۴) یک هنرپیشه اهل ایالات متحده آمریکا است.
از فیلم‌ها یا برنامه‌های تلویزیونی که وی در آن نقش داشته است می‌توان به جوخه، کار درست را بکن، عجیب‌تر از بهشت ، چشمان یک فرشته، فضانورد کشاورز، روز عجیب و غریب، ناامیدانه در جستجوی سوزان، هاوارد اردکه، نگاهی به درون ذهن، بلوز زنگ عروسی، این دنیا، سپس آتش‌بازی، وظیفه هیئت منصفه، برنده، من و بچه، طعنه‌آمیز و تعصب و هشت مرد بیرونی اشاره کرد.